# Park im. Cichociemnych Spadochroniarzy AK w Warszawie
Park im. Cichociemnych Spadochroniarzy AK – park miejski w Warszawie, w dzielnicy Ursynów.

## Opis
Park ustanowiony został w 2016 roku uchwałą Rady Miasta Stołecznego Warszawy, na gruntach stanowiących własność m.st. Warszawy oraz gruntach Skarbu Państwa, oddanych miastu w użytkowanie wieczyste. Znajduje się na północnym skraju Lasu Kabackiego, w rejonie ursynowskiego odcinka ul. Rolnej, między ulicami Żołny a Moczydłowską, na Natolinie. Park przylega do toru kolejowego łączącego STP Kabaty z bocznicą kolejową na terenie stacji Warszawa Okęcie. W skład parku wchodzi sztuczne wzniesienie Wzgórze Trzech Szczytów, nazywane zwyczajowo Górką Kazurką.
Na skraju parku, przy ul. Gminnej, rosną cztery sosny zwyczajne będące pomnikami przyrody.
W 2023 roku zakończyła się przebudowa parku. Powstały m.in. nowe alejki, ścieżki rowerowe, altana i plac zabaw; posadzono także 300 drzew.
Na terenie parku odbywa się cyklicznie piknik militarno-historyczny Dni Cichociemnych.